# Yesterday's Papers
Pistes de Between the Buttons
My Obsession
(2)
Yesterday's Papers est une chanson des Rolling Stones parue en 1967 dans l'album Between the Buttons. Bien que signée Jagger/Richards, c'est la première chanson du groupe écrite et composée par Mick Jagger.
Chris Farlowe a enregistré sa version de la chanson, qui est sortie en single, mais n'est pas classée.

## Analyse artistique

### Analyse des paroles
Yesterday's Papers est écrite et composée exclusivement par Mick Jagger. À l’instar de la chanson Under My Thumb de l'album précédent, les paroles de la chanson est un nouveau réquisitoire implacable du chanteur contre les femmes, et une femme en particulier. Celle qu'il compare au journaux d'hier ("Yesterday's Papers") serait son ex-petite amie Chrissie Shrimpton, à qui il trouve de très nombreux défauts depuis qu'il fréquente la chanteuse Marianne Faithfull.
« Les journaux d'hier sont plein de mauvaises nouvelles
La même chose s'applique à toi et moi »
Les mots sont cruels, même s'ils méritent d'être clarifiés. Une "horrible humiliation publique" confie Marianne Faithfull. Quant à ces chansons misogynes, Keith Richards livre son analyse personnelle : 

« Il est probable qu'on les excitait [...] Mais je suis certain que les Beatles et les Stones en particulier ont aidé les filles à se libérer de l'idée de n'être que "des petites nanas". [...] Quand vous avez trois mille nanas en face de vous qui enlèvent leur petite culotte et vous jettent à la figure, vous réalisez que vous avez déchaîné une force incontrôlable. »

— Keith Richards

### Structure musicale
Musicalement, cette chanson est dans la suite logique des différentes chansons d'Aftermath, en plein dans l'ère du rock psychédélique. Chanson d'ouverture à l'album Between the Buttons, Yesterday's Papers annonce immédiatement une nouvelle dimension. Première composition de Mick Jagger, les harmonies diffèrent de celles de Keith Richards. Il s'agit d'une chanson pop à mi-chemin entre les Beatles et les Beach Boys avec des harmonies et des accords nouveaux pour les Rolling Stones. Découpée en plusieurs séquences, elle laisse place à une orchestration riche et différente. L'introduction d'abord : le batteur Charlie Watts frappe principalement ses toms soutenu par Mick au tambourin, accompagnés par la basse de Bill Wyman et un autre jeu de basse jouée par le guitariste Keith Richards. Le morceau prend ensuite une couleur aérienne grâce au vibraphone de Brian Jones et au clavecin de l'arrangeur Jack Nitzsche. Keith suit ses camarades avec une guitare saturée par la pédale fuzz accompagnée d'un fort effet trémolo. Les chœurs de Keith, Bill et Brian sont surprenant car plus dans la veine des Beach Boys que des Rolling Stones.
Un enregistrement bootleg existe d'une piste d'accompagnement alternative qui comprend des cordes enregistrées par Mike Leander aux studios IBC. Il existe également une version démo simplifiée avec une première piste vocale connue. Quand on compare la démo initiale de la chanson, on peut constater de l'évolution très éloignée de l'idée initiale de Mick Jagger.
Alors que le mixage stéréo s'estompe après un refrain, le mixage mono continue pour un autre refrain supplémentaire. De plus, la version mono manque à un moment donné près de la fin de certains des chœurs entendus sur la version stéréo.

## Équipe technique
- Mick Jagger : chant, tambourin
- Keith Richards : guitare, chœurs
- Brian Jones : vibraphone, chœurs
- Bill Wyman : basse, chœurs
- Charlie Watts : batterie
- Jack Nitzsche : clavecin
- Andrew Loog Oldham : production
- Dave Hassinger : ingénieur du son aux studios RCA
- Glyn Johns : ingénieur du son aux studios Olympic (assisté par Eddie Kramer)